# Коморски фратар
Коморски фратар (лат. Amauris comorana, енгл. Comoro friar) је инсект из реда лептира (Lepidoptera) и породице шаренаца (Nymphalidae). 

## Распрострањење
Ареал врсте је ограничен на једну државу. Комори су једино познато природно станиште врсте.

## Угроженост
Ова врста се сматра угроженом.